# 東昆
株式会社東昆（とうこん）は埼玉県草加市に本社を置く食品加工卸会社である。主な商品は昆布、わかめ、ひじきを主とした海藻類である。海藻類は世界各国の物を扱っており、原料、業務用商品、一般消費者向け製品と幅広く扱いがある。
スローガンは「健康と満足をお届けする」

## 沿革
- 1933年　順井信太郎が名張から上京し「東京昆布海藻」を創業する
- 1943年　昆布海藻荷受機関東京都荷受配給組合が設立され、順井信太郎が理事長の職に就く。
- 1963年　埼玉県草加市に新工場と配送センターを設立する。
- 1989年　社名を「東昆」と改める

## 豊洲営業所
2018年10月に築地営業所から移転し開設した。場所は水産仲卸場棟の魚がし横丁。主に海産物の業務用商品、観光土産品、量り売りの商品など豊洲を活かした幅広い製品を扱っている。